# М1 Абрамс
М1 Абрамс је главни борбени тенк америчке војске. Назив је добио по Крејтону Абрамсу, некадашњем начелнику генералштаба војске САД.
Почетак развоја Абрамс креће 1971. године у сарадњи са Западном Немачком када се развија програм МБТ-70. Након пропасти тог пројекта САД покреће свој пројекат КСМ-803, који је због високе цене и сложености одбачен.
У септембру 1972. у Варену (Мичиген) формиран је тим стручњака за израду пројекта КСМ1. На челу тима био је генерал Крејтон Абрамс, који је преминуо током рада на пројекту. Први приједлог је направљен 1976. године и он је остао темељ даљњег развоја.
Испитивање особина новог тенка је било под истим условима као код њемачког Леопарда 2, а резултати никада нису објављени. Американци су као главно оружје преузели топ калибра 120 mm са Леопарда 2, а све остало су развили самостално.
Серијска производња под ознаком М1 Абрамс почела је 1980. године у Охају. Почетно се производило 30 комада месечно, а касније је оспособљена још једна фабрика па су заједно правили 60 тенкова месечно. Године 1985. креће серијска производња побољшане верзије М1А1, а 1992. верзије М1А2.

## Развој
Први покушај да замене остарелу М60 серију тенкова је био безуспешни МБТ-70, развијен у сарадњи са Западном Немачком. У односу на М60 Патон је учињен еволутивни напредак, а дизајн је сличан тенку из доба Другог свјетског рата M26 Першинг, са врло високим профилом, а оклоп и наоружање су били слични тадашњим тенковима совјетске производње.

## Корисници
- Аустралија - 59[2]
- Египат - 1.005
- Ирак - 321
- Кувајт - 218
- Саудијска Арабија - 373
- Мароко - 222
- САД - 9.500 направљених
- Украјина - 31[3]